# Resolució 109 del Consell de Seguretat de les Nacions Unides
La Resolució 109 del Consell de Seguretat de les Nacions Unides, aprovada el 14 de desembre de 1955 després de ser instruïda per l'Assemblea General per considerar les aplicacions per sembre de l'organisme d'Albània, Àustria, Bulgària, Cambodja, Ceylon, Finlàndia, Hongria, Irlanda, Itàlia, Jordània, Laos, Líbia, Nepal, Portugal, Romania, i Espanya, el Consell va recomanar que tots els països esmenats fossin admesos en les Nacions Unides.
La resolució va ser adoptada per vuit vots; Bèlgica, Xina i els Estats Units es van abstenir.